# Гремешть
Гремешть, Гремешті (рум. Grămești) — село у повіті Сучава в Румунії. Входить до складу комуни Гремешть.
Село розташоване на відстані 386 км на північ від Бухареста, 30 км на північ від Сучави, 137 км на північний захід від Ясс.

## Населення
За даними перепису населення 2002 року у селі проживали 1955 осіб, з них 1954 особи (99,9%) румунів. Рідною мовою 1954 особи (99,9%) назвали румунську.